# Lista de carcinólogos
Um carcinólogo é um cientista que estuda crustáceos. A carcinologia é o ramo da artropodologia que estuda os crustáceos.
| Nome                             | Nasc.   | Morte | Nacionalidade      | Ref.                 |
| -------------------------------- | ------- | ----- | ------------------ | -------------------- |
| Arthur Adams                     | 1820    | 1878  | Reino Unido        |                      |
| Alfred William Alcock            | 1859    | 1933  | Reino Unido        | [ 1 ]                |
| Donald Anderson                  | 1939    |       | Austrália          | [ 2 ] [ 3 ]          |
| William Baird                    | 1803    | 1872  | Reino Unido        | [ 4 ]                |
| Heinrich Balss                   | 1886    | 1957  | Alemanha           | [ 1 ]                |
| J. Laurens Barnard               | 1928    | 1991  | Estados Unidos     | [ 1 ] [ 5 ]          |
| Keppel Harcourt Barnard          | 1887    | 1964  | África do Sul      | [ 6 ]                |
| Paul Bartsch                     | 1871    | 1960  | Estados Unidos     | [ 7 ]                |
| Thomas Bell                      | 1792    | 1880  | Reino Unido        | [ 8 ]                |
| James Everard Benedict           | 1854    | 1940  | Estados Unidos     | [ 5 ]                |
| Dorothy E. Bliss                 | 1916    | 1987  | Estados Unidos     | [ 3 ] [ 9 ]          |
| Lancelot Alexander Borradaile    | 1872    | 1945  | Reino Unido        | [ 10 ]               |
| Louis Augustin Guillaume Bosc    | 1759    | 1828  | França             |                      |
| Edward L. Bousfield              | 1926    |       | Canadá             |                      |
| Geoffrey A. Boxshall             | 1950    |       | Reino Unido        | [ 3 ] [ 11 ]         |
| Eugène Louis Bouvier             | 1856    | 1944  | França             | [ 1 ]                |
| Thomas Elliot Bowman III         | 1918    | 1995  | Estados Unidos     | [ 5 ]                |
| George Stewardson Brady          | 1832    | 1921  | Reino Unido        | [ 12 ]               |
| Johann Friedrich von Brandt      | 1802    | 1879  | Alemanha           |                      |
| Gustav Henrik Andreas Budde-Lund | 1846    | 1911  | Dinamarca          | [ 13 ]               |
| Martin Burkenroad                | 1910    | 1986  | Estados Unidos     | [ 14 ]               |
| William Thomas Calman            | 1871    | 1952  | Reino Unido        | [ 1 ] [ 8 ]          |
| Fenner Albert Chace, Jr.         | 1908    | 2004  | Estados Unidos     | [ 3 ] [ 5 ]          |
| Charles Chilton                  | 1860    | 1929  | Nova Zelândia      | [ 15 ]               |
| Carl Friedrich Wilhelm Claus     | 1835    | 1899  | Alemanha           |                      |
| J. Stanley Cobb                  |         |       | Estados Unidos     | [ 3 ] [ 16 ]         |
| Giuseppe Colosi                  | 1892    | 1975  | Itália             |                      |
| Alain G. P. Crosnier             |         |       | França             | [ 3 ]                |
| Eugen von Daday                  | 1855    | 1920  | Roménia            | [ 17 ]               |
| James Dwight Dana                | 1813    | 1895  | Estados Unidos     | [ 18 ]               |
| Charles Darwin                   | 1809    | 1882  | Reino Unido        | [ 19 ]               |
| Wilhem de Haan                   | 1801    | 1855  | Países Baixos      | [ 20 ]               |
| Johannes Govertus de Man         | 1850    | 1930  | Países Baixos      | [ 1 ]                |
| Anselme Gaëtan Desmarest         | 1784    | 1838  | França             |                      |
| Johan Christian Fabricius        | 1745    | 1808  | Dinamarca          | [ 21 ]               |
| Walter Faxon                     | 1848    | 1920  | Estados Unidos     | [ 22 ]               |
| Darryl L. Felder                 |         |       | Estados Unidos     | [ 3 ] [ 23 ]         |
| Milton F. Fingerman              |         |       | Estados Unidos     | [ 3 ]                |
| Joseph F. Fitzpatrick, Jr.       | 1932    | 2002  | Estados Unidos     |                      |
| Jacques Forest                   | 1920    | 2012  | França             | [ 3 ] [ 24 ]         |
| Wilhelm Giesbrecht               | 1854    | 1913  | Alemanha           | [ 25 ]               |
| Martin Glaessner                 | 1906    | 1989  | Austrália          |                      |
| Isabella Gordon                  | 1901    | 1988  | Reino Unido        | [ 1 ]                |
| Karl Grobben                     | 1854    | 1945  | Áustria            | [ 26 ]               |
| Jean Abel Gruvel                 | 1870    | 1941  | França             |                      |
| Félix Édouard Guérin-Méneville   | 1799    | 1874  | França             |                      |
| Danièle Guinot                   | 1933    |       | França             | [ 3 ] [ 27 ]         |
| Robert Gurney                    | 1879    | 1950  | Reino Unido        | [ 28 ]               |
| Hans Jacob Hansen                | 1855    | 1936  | Dinamarca          | [ 29 ]               |
| William Aitcheson Haswell        | 1854    | 1925  | Reino Unido        | [ 30 ]               |
| Adrian Hardy Haworth             | 1768    | 1833  | Reino Unido        |                      |
| William Perry Hay                | 1872    | 1947  | Estados Unidos     | [ 31 ]               |
| Camill Heller                    | 1823    | 1917  | Áustria            | [ 32 ]               |
| Johann Friedrich Wilhelm Herbst  | 1743    | 1807  | Alemanha           |                      |
| Robert R. Hessler                | 1932    |       | Estados Unidos     | [ 3 ] [ 33 ]         |
| Horton H. Hobbs, Jr.             | 1914    | 1994  | Estados Unidos     | [ 3 ] [ 5 ]          |
| Lipke Holthuis                   | 1921    | 2008  | Países Baixos      | [ 3 ] [ 34 ]         |
| Arthur Humes                     | 1916    | 1999  | Estados Unidos     | [ 3 ] [ 35 ]         |
| Frederick Hutton                 | 1836    | 1905  | Reino Unido        | [ 36 ]               |
| Thomas Henry Huxley              | 1825    | 1895  | Reino Unido        |                      |
| Paul Louis Illg                  | 1914    | 1998  | Estados Unidos     | [ 5 ]                |
| Stanko Karaman                   | 1889    | 1959  | Macedônia do Norte |                      |
| Stanley Wells Kemp               | 1882    | 1945  | Reino Unido        | [ 1 ]                |
| Brian Frederick Kensley          | 1944    | 2004  | África do Sul      | [ 5 ]                |
| Friedrich Kiefer                 | 1897    | 1985  | Alemanha           | [ 37 ]               |
| Henrik Nikolai Krøyer            | 1799    | 1870  | Dinamarca          | [ 38 ]               |
| Karl Georg Herman Lang           | 1901    | 1976  | Suécia             | [ 39 ]               |
| Pierre André Latreille           | 1762    | 1833  | França             | [ 40 ]               |
| William Elford Leach             | 1790    | 1836  | Reino Unido        | [ 8 ] [ 41 ]         |
| Marie V. Lebour                  | 1876    | 1971  | Reino Unido        | [ 42 ]               |
| Rafael Lemaitre                  | c. 1956 |       | França             | [ 43 ]               |
| Dominique Auguste Lereboullet    | 1804    | 1865  | França             |                      |
| Liu Rui-Yu                       |         |       | China              | [ 3 ] [ 44 ]         |
| Allan Riverstone McCulloch       | 1885    | 1925  | Austrália          | [ 45 ]               |
| William Sharp Macleay            | 1792    | 1865  | Reino Unido        | [ 46 ]               |
| Raymond B. Manning               | 1934    | 2000  | Estados Unidos     | [ 3 ] [ 5 ]          |
| Eduard von Martens               | 1831    | 1904  | Alemanha           | [ 47 ]               |
| Edward J. Miers                  | 1851    | 1930  | Reino Unido        | [ 8 ]                |
| Alphonse Milne-Edwards           | 1835    | 1900  | França             | [ 1 ]                |
| Henri Milne-Edwards              | 1800    | 1885  | França             | [ 1 ]                |
| Théodore Monod                   | 1902    | 2000  | França             | [ 1 ]                |
| William A. Newman                | 1948    |       | Estados Unidos     | [ 3 ]                |
| Guillaume-Antoine Olivier        | 1756    | 1814  | França             |                      |
| Arnold Edward Ortmann            | 1863    | 1927  | Alemanha           |                      |
| Isabel Pérez Farfante            | 1916    | 2009  | Cuba               | [ 48 ]               |
| Gary C. B. Poore                 | 1944    |       | Austrália          | [ 3 ] [ 49 ]         |
| Constantine Samuel Rafinesque    | 1783    | 1840  | França             |                      |
| John Witt Randall                | 1813    | 1892  | Estados Unidos     | [ 50 ]               |
| Mary J. Rathbun                  | 1860    | 1943  | Estados Unidos     | [ 1 ] [ 5 ]          |
| Richard Rathbun                  | 1852    | 1918  | Estados Unidos     | [ 5 ]                |
| Martin Rathke                    | 1793    | 1860  | Alemanha           |                      |
| August Emanuel von Reuss         | 1811    | 1873  | Áustria            |                      |
| Harriet Richardson               | 1874    | 1958  | Estados Unidos     | [ 5 ]                |
| Antoine Risso                    | 1777    | 1845  | França             | [ 51 ]               |
| Henry Bardt Roberts              | 1910    | 1979  | Estados Unidos     | [ 5 ]                |
| Michèle de Saint Laurent         | 1926    | 2003  | França             | [ 52 ]               |
| George Samouelle                 | 1790    | 1846  | Reino Unido        | [ 8 ]                |
| Georg Ossian Sars                | 1837    | 1927  | Noruega            | [ 53 ]               |
| Michael Sars                     | 1805    | 1869  | Noruega            |                      |
| Thomas Say                       | 1787    | 1834  | Estados Unidos     |                      |
| Octavius Albert Sayce            | 1862    | 1911  | Austrália          | [ 54 ]               |
| Waldo L. Schmitt                 | 1887    | 1977  | Estados Unidos     | [ 5 ]                |
| Gerhard Scholtz                  |         |       | Alemanha           | [ 3 ]                |
| Frederick Schram                 | 1943    |       | Estados Unidos     | [ 3 ] [ 55 ]         |
| Raoul Serène                     | 1909    | 1980  | França             | [ 56 ]               |
| Philipp Franz von Siebold        | 1796    | 1866  | Alemanha           |                      |
| Dorothy M. Skinner               | 1930    | 2005  | Estados Unidos     | [ 3 ] [ 57 ]         |
| Alfred Evans Smalley             | 1928    | 1994  | Estados Unidos     | [ 1 ]                |
| Sidney Irving Smith              | 1843    | 1926  | Estados Unidos     | [ 58 ]               |
| Charles Spence Bate              | 1819    | 1889  | Reino Unido        | [ 59 ]               |
| Thomas Roscoe Rede Stebbing      | 1835    | 1926  | Reino Unido        | [ 60 ] [ 61 ] [ 62 ] |
| William Stimpson                 | 1832    | 1872  | Estados Unidos     | [ 5 ]                |
| Jan Hendrik Stock                | 1931    | 1997  | Países Baixos      | [ 63 ]               |
| Walter Medley Tattersall         | 1882    | 1948  | Reino Unido        | [ 64 ]               |
| G. M. Thomson                    | 1848    | 1933  | Nova Zelândia      | [ 65 ]               |
| Albert Vandel                    | 1894    | 1980  | França             |                      |
| Victor van Straelen              | 1889    | 1946  | Bélgica            | [ 66 ]               |
| Karl Wilhelm Verhoeff            | 1867    | 1945  | Alemanha           | [ 67 ]               |
| Talbot H. Waterman               | 1914    | 2010  | Estados Unidos     | [ 3 ] [ 68 ]         |
| Friedrich Weber                  | 1781    | 1823  | Alemanha           | [ 69 ]               |
| Adam White                       | 1817    | 1879  | Reino Unido        | [ 8 ]                |
| Rudolf von Willemoes-Suhm        | 1847    | 1875  | Alemanha           | [ 70 ]               |
| Austin Beatty Williams           | 1919    | 1999  | Estados Unidos     | [ 3 ] [ 5 ]          |
| Donald I. Williamson             | 1922    |       | Reino Unido        |                      |
| Mildred S. Wilson                | 1909    | 1973  | Estados Unidos     | [ 5 ]                |
| James Wood-Mason                 | 1846    | 1893  | Reino Unido        |                      |
| Carl Wilhelm Erich Zimmer        | 1873    | 1950  | Alemanha           |                      |